# Państwowa Inspekcja Gospodarki Materiałowej
Jeżeli edytujesz kod źródłowy, to aby uzyskać taki efekt: teoria, elektronem, Witolda Gombrowicza – twórz linki według składni: [[teoria]], [[elektron]]em, [[Witold Gombrowicz|Witolda Gombrowicza]].

Państwowa Inspekcja Gospodarki Materiałowej - centralna jednostka organizacyjna rządu istniejąca w latach 1954-1956, powołana w celu właściwego stosowania i zużycia materiałów oraz przestrzegania ustalonych norm zużycia i zapasów.

## Powołanie Inspekcji
Na podstawie dekretu z   1954 r. o Państwowej Inspekcji Gospodarki Materiałowej ustanowiono Inspekcję. Inspekcja podlegała Przewodniczącemu Państwowej Komisji Planowania Gospodarczego.

## Zakres działania Inspekcji
Państwowa Inspekcja Gospodarki Materiałowej   wykonywała kontrolę gospodarki materiałowej w zakresie:
- właściwego stosowania i zużycia materiałów oraz przestrzegania ustalonych norm zużycia i zapasów,
- celowości i prawidłowości zgłoszonych zapotrzebowań materiałowych,
- obrotu materiałami,
- składowania materiałów,
- upłynniania nadwyżek materiałowych.

Państwowa Inspekcja Gospodarki Materiałowej wykonywała   również inne czynności z zakresu gospodarki materiałowej zlecone przez Przewodniczącego Państwowej Komisji Planowania Gospodarczego.

## Uprawnienia Inspekcji
W przypadku stwierdzenia popełnienia czynu naruszającego przepisy o gospodarowania materiałami Inspekcja:
- zawiadamia organy powołane do ścigania przestępstw, jeśli czyn stanowi przestępstwo,
- kieruje sprawę do kolegium przy prezydium właściwej rady narodowej,
- wymierza sprawcy karę pieniężną do 1000 zł w przypadku, gdy czyn dopuścił się pracownik jednostki państwowej lub spółdzielczej.

## Delegatury Inspekcji
Na podstawie zarządzenie Przewodniczącego Państwowej Komisji Planowania Gospodarczego z 1955 r. w sprawie utworzenia delegatur okręgowych Państwowej Inspekcji Gospodarki Materiałowej, ich organizacji i terytorialnego zakresu działania zorganizowano 10 delegatur okręgowych.
Na czele delegatury okręgowej stał kierownik delegatury, którego powoływał i odwoływał Przewodniczący Państwowej Komisji Planowania Gospodarczego na wniosek dyrektora Inspekcji.

## Zniesienie Inspekcji
Na podstawie ustawy z   1956 r. o utworzeniu przy Radzie Ministrów Komisji Planowania i o zniesieniu Państwowej Komisji Planowania Gospodarczego zlikwidowano Państwową Inspekcję Gospodarki Materiałowej.